# Биюрган
 Биюрган  (тат. Боерган) — деревня в Тукаевском районе Татарстана. Административный центр Биюрганского сельского поселения.

## География
Находится на берегу Нижнекамского водохранилища, в 37 км к северо-востоку от города Набережные Челны.

## История
Известна с 1714 года. В XVIII—XIX веках жители в сословном отношении делились на башкир-вотчинников и государственных крестьян. Занимались земледелием (в начале XX века земельный надел сельской общины составлял 768 десятин), разведением скота, шерстобитным и кожевенным промыслами, изготавливали лапти и тележные колёса, делали глиняную посуду, варили дёготь на продажу.  
В «Списке населенных мест по сведениям 1870 года», изданном в 1877 году, населённый пункт упомянут как деревня Биюрган 5-го стана Мензелинского уезда Уфимской губернии. Располагалась при речке Биюргане, по правую сторону почтового тракта из Мензелинска в Елабугу, в 20 верстах от уездного города Мензелинска и в 6 верстах от становой квартиры в деревне Кузекеева (Кускеева). В деревне, в 62 дворах жили 325 человек (181 мужчина и 144 женщины, в том числе татары: 145 мужчин и 122 женщины, башкиры: 36 мужчин и 22 женщины), были мечеть, училище.
В начале XX века здесь действовали мечеть (была открыта не позднее 1835 г.), почтовая станция, ветряная мельница. В 1931 году здесь был организован колхоз «Урняк», объединивший 28 хозяйств. С 1950 года Биюрган в составе колхоза «Кама». До 1920 года деревня входила в Кузкеевскую волость Мензелинского уезда Уфимской губернии. С 1920 года в составе Мензелинского, с 1922 — Челнинского кантонов ТАССР. С 10.08.1930 в Мензелинском, с 04.06.1984 в Тукаевском районах.

## Население
| 1795 | 1816 | 1859 | 1870 | 1884 | 1896 | 1906 | 1913 | 1920 | 1926 | 1938 | 1959 | 1970 | 1979 | 1989 | 2000 |
| ---- | ---- | ---- | ---- | ---- | ---- | ---- | ---- | ---- | ---- | ---- | ---- | ---- | ---- | ---- | ---- |
| 64   | 141  | 351  | 325  | 433  | 399  | 573  | 580  | 597  | 342  | 391  | 289  | 350  | 529  | 506  | 461  |

Национальный состав села — татары.

## Экономика
Полеводство, молочное скотоводство. 

## Инфраструктура
Средняя школа, дом культуры, библиотека. 

## Религия
Мечеть.